# Eilema uniplaga
Eilema uniplaga là một loài bướm đêm thuộc phân họ Arctiinae, họ Erebidae.